# محمد بن خفيف الشيرازي
مُحَمَّد بن خَفِيف بن إسفكشاذ الضَّبِّيّ الشيرازي الشافعي، ويُكنّى أبا عبد الله، أحد علماء أهل السنة والجماعة ومن أعلام التصوف في القرن الرابع الهجري، قال عنه أبو عبد الرحمن السلمي: «كَانَ شيخ الْمَشَايِخ فِي وقته، وكَانَ عَالماً بعلوم الظَّاهِر وعلوم الْحَقَائِق، أوحد الْمَشَايِخ فِي وقته حَالاً وعلماً وخلقاً»، ووصفه الذهبي بأنه: «الشيخ الإمام العارف الفقيه القدوة ذو الفنون».

## حياته
ولد سنة 276 هـ، وأقام بشيراز (مدينة في إيران)، وكَانَت أمه نيسابورية، كان من أولاد الأمراء، فتزهد حتى قال: «كنت أذهب وأجمع الخرق من المزابل وأغسله وأصلح منه ما ألبسه». توفي في ليلة 3 رمضان سنة 371 هـ عن عمر 95 سنة، وقيل إنهم صلوا عليه نحوا من مائة مرة.

## رحلته إلى أبي الحسن الأشعري
رواها ضياء الدين الرازي والد الفخر الرازي في كتابه «غاية المرام في علم الكلام»، ونقلها عنه تاج الدين السبكي في طبقاته عن ابن خفيف بلا سند (وبينهما أكثر من قرنين)، وهي قصة كلها سجع بدأها بقوله: «دعاني أرب، ولوع ألب، وشوق غلب، وطلب يا له من طلب، أن أحرك نحو البصرة ركابي، في عنفوان شبابي، لكثرة ما بلغني، على لسان البدوي والحضري، من فضائل شيخنا أبي الحسن الأشعري، لأستسعد بلقاء ذلك الوحيد، وأستفيد مما فتح الله تعالى عليه من ينابيع التوحيد...». ويكمل ابن خفيف هذه القصة، فيقول ما معناه: «وصلت إلى البصرة التي وجدتها على ما وصفت لي من الجمال والنظافة ورحابة صدور أهلها، وفيما أنا أدور وأبحث عمن يرشدني إلى الشيخ أبي الحسن، التقيت رجلاً بهي المنظر بين جماعة من أصحابه، فارتحت إليه وعزمت على أن أكلمه فسلمت عليه ورد علي السلام وكلَّمني بأجزل الكلام وألطفه، فسألته عن الإمام الأشعري فقال لي: وماذا تريد منه، قلت: قد بلغني ذكره وعلمه فتقت لأن ألقاه وأستفيد من علمه، قال: عد إليَّ غدًا باكرًا إلى هذا الموضع فأدلك عليه، فأتيت في اليوم التالي فلقيته في المكان عينه ينتظرني فسلم عليَّ ورددت عليه، ثم مضى وأنا أتبعه حتى دخل دارًا قد حضر فيها جماعة من الناس قد تسارعوا إلى الباب يستقبلونه بالترحاب والتعظيم، وقدموه إلى صدر المجلس ينتظرون حتى بدأ الشيخ يتكلم بلسان يفتق الشعور ويفلق الصخور، وألفاظ أرق من أديم الهواء وأعذب من زلال الماء، ومعانٍ ذات بيان، فكان إذا أوجز أعجز، وإذا أسهب أذهب، فلم يدع مشكلة إلا أزالها ولا فسادًا إلا أصلحه، وسط حيرة الحاضرين وتعجبهم من كلامه، عندها سألت بعض الحاضرين: من هذا الذي كان يتكلم بكلام لم أسمع مثله. قال: هو الباز الأشهب ناصر الحق وقامع البدعة، إمام الأمة وقوام الملة أبو الحسن الأشعري، فسرحت وأمعنت النظر في توسمه وتوقد جذوته، فإذا به يخرج من المجلس فتبعته فنظر إليَّ وقال: يا فتى كيف وجدت أبا الحسن، فقلت:
لا قام ضدك ولا قعد جدك، ولا فض فوك ولا لحقك من يقفوك، فوالذي سمك السماء وعلم ءادم الأسماء، لقد أبديت اليد البيضاء، وسكنت الضوضاء وكشفت الغماء، ولحنت الدهماء وقطعت الأحشاء وقمعت البدع والأهواء، بيد أنه قد بقي لي سؤال، فقال: اذكره، قلت: رأيت الأمر لم يجر على النظام، لأنك لم تفتتح كلامك بالدليل، فقال: إني في الابتداء لا أذكر الدليل ولا أشتغل بالتعليل، حتى إذا ذكر الخصم ضلالته وأفرد شبهته، أنص حينها على الجواب بالدليل والبرهان».
قال ابن خفيف: «فتعلقت بأهدابه لخصائص آدابه، ونافست في مصافاته لنفائس صفاته، ولبثت معه برهة أستفيد منه في كل يوم نزهة، وأدرأ عن نفسي للمعتزلة شبهة. ثم ألفيت مع علو درجته وتفاقم مرتبته، يقوم بتثقيف أوده مِن كَسْب يده، من اتخاذ تجارة العقاقير معيشة، والاكتفاء بها عيشة، اتقاء للشبهات وإبقاء على الشهوات، رضى بالكفاف وإيثارًا للعفاف».

## شيوخه وتلاميذه
صحب رويماً بن أحمد وأبا محمد الجريري وَأَبا الْعَبَّاس بن عَطاء وطاهراً الْمَقْدِسِي وَأَبا عَمْرو الدِّمَشْقِي، وَلَقي الْحُسَيْن بن مَنْصُور. وحدث عن حماد بن مدرك وهو آخر أصحابه، وعن محمد بن جعفر التمار والحسين المحاملي وجماعة. وتفقه على أبي العباس بن سريج. حدّث عنه أبو الفضل الخزاعي والحسن بن حفص الأندلسي وإبراهيم بن الخضر الشياح والقاضي أبو بكر بن الباقلاني ومحمد بن عبد الله بن باكويه.

## مؤلفاته
وأما مصنفاته فكثيرة قال فيها تاج الدين السبكي: «وصنف من الكتب ما لم يصنفه أحد، وعُمِّرَ حتى عمَّ نفعه»، ومن الكتب التي صنفها:
1. آداب المريدين.
2. اختلاف الناس في الروح.
3. جامع الإرشاد.
4. الجمع والتفري.
5. الفصول في الأصول.
6. فضل التصوف.
7. كتاب الاستدراج.
8. الاستذكار.
9. الإعانة.
10. الاقتصاد.
11. السماع.